# اورلوواتس
اورلوواتس (به صربی: Orlovac) یک منطقهٔ مسکونی در صربستان است که در کورشوملیا واقع شده‌است. اورلوواتس ۱۷ نفر جمعیت دارد.